# ميكا فايرينن
ميكا فايراينن (بالفنلندية: Mika Väyrynen)‏ (مواليد 28 ديسمبر 1981 في إيسكيلستونا) لاعب كرة قدم فنلندي دولي يجيد اللعب في خط الوسط . يلعب حاليا لصالح نادي هيرينفين الهولندي منذ 2008 .

## روابط خارجية
- ميكا فايرينن على موقع الاتحاد الدولي (مؤرشف)  (الإنجليزية)
- ميكا فايرينن على موقع الاتحاد الأوربي (الإنجليزية)
- ميكا فايرينن على موقع الدوري الأمريكي (الإنجليزية)
- ميكا فايرينن على موقع إي إس بي إن إف سي (الإنجليزية)
- ميكا فايرينن على موقع قاعدة بيانات كرة القدم.إي يو (الإنجليزية)
- ميكا فايرينن على موقع ناشيونال فوتبول تيمز (الإنجليزية)
- ميكا فايرينن على موقع Soccerbase.com (لاعب) (الإنجليزية)
- ميكا فايرينن على موقع Soccerway.com (الإنجليزية)
- ميكا فايرينن على موقع عالم كرة القدم.نت (الإنجليزية)
- ميكا فايرينن على موقع AS.com (الإسبانية)